# Двете лица на Истанбул
Двете лица на Истанбул (на турски: Fatih Harbiye, в най-близък превод Между) e турски драматичен сериал, излязъл на телевизионния екран през 2013 г.

## Сюжет
Сериалът е базиран на романа със същото заглавие, написан от Пеями Сафа.
Сериалът представя двете страни на Истанбул: във Фатих, беден квартал, Нериман Сьолмаз мечтае да стане известна художничка. Тя напуска университета на третата си година, докато нейният приятел от детството Шинаси, който е влюбен в нея, отива да учи музика.
Харбийе, Бейоулу, е модерен европейски квартал за висшата класа, където живее Маджит Арджаоолу. Маджит е син на художничката Инджи и бизнесмена Керим Арджаоолу.
Керим иска Маджит да се ожени за дъщерята на приятеля му Селим Демирхан – Пелин.
Селим е брат на майката на Нериман, Назан, но поради вражда между бащата на Нериман – Фаиз и Селим, те нямат контакт помежду си. Селим има две дъщери: Пелин и Дуйгу. Един ден Нериман и нейната най-добра приятелка Фахрие ги срещат и са поканени на парти в къщата на Маджит.
Нериман отива на партито и там се среща с Маджит. Маджит се влюбва в Нериман от пръв поглед и я отвежда до лодка, за да остане насаме с нея. Нериман е уплашена от случилото се със сестрата на Шинаси – Аслъ. Тя пада във водата и Маджит спасява живота й. След този ден те започват да се виждат и да се влюбват един в друг. По този начин Нериман си навлича омразата на Пелин, която е нещастно влюбена в Маджит.

## Излъчване
| Сезон | Начало на сезона  | Край на сезона   | Епизоди | Всички епизоди | ТВ сезон    | ТВ канал    | Дата и час           |
| ----- | ----------------- | ---------------- | ------- | -------------- | ----------- | ----------- | -------------------- |
| 1     | 31 август 2013    | 21 юни 2014      | 40      | 1 – 40         | 2013 – 2014 | FOX/Show TV | събота (20:00)       |
| 2     | 20 септември 2014 | 10 декември 2014 | 10      | 41 – 50        | 2014        | Show TV     | сряда/събота (20:00) |

## Излъчване в България
| Сезон | Начало на сезона   | Край на сезона      | Епизоди | Всички епизоди | ТВ сезон | ТВ канал     |
| ----- | ------------------ | ------------------- | ------- | -------------- | -------- | ------------ |
| 1     | 24 юни 2015 г.     | 11 ноември 2015 г.  | 101     | 1 – 101        | 2015 г.  | Диема Фемили |
| 2     | 12 ноември 2015 г. | 16 декември 2015 г. | 25      | 102 – 126      | 2015 г.  | Диема Фемили |

## Актьорски състав
- Кадир Доулу – Маджит Арджаоолу
- Неслихан Атагюл Доулу – Нериман Солмаз
- Юнус Емре Йълдъръмер – Шинаси
- Дилара Йозтунч – Пелин Демирхан
- Седа Тюркмен – Фахрие
- Итир Есен – Инджи Арджаоолу
- Гьозде Акйъдъз – Аслъ
- Пънар Дикиджи – Шахика
- Севинч Сърма – Незахат
- Фърат Топкорур – Джихан
- Башак Парлак – Руя
- Ебру Сам – Йозлем
- Октай Корунан – Фаиз Солмаз
- Йозхан Джарда – Керим Арджаоолу
- Сехер Терзи – Кадер
- Угур Демирпехливан – Гюлтер
- Олджай Юсуфоолу – Дуйгу
- Атеш Фатих Учан – Асъм
- Емре Йълмаз – Йозгюр
- Шади Аймутлу – Исмаил
- Юсуф Баймаз – Емре
- Кахраман Сиври – Джемал Уста
- Гамзе Сюнер Атай – Фейза Демирхан
- Мехмет Услу – Селим Демирхан
- Сюеда Чил – Зехра

## В България
В България сериалът започва излъчване на 24 юни 2015 г. по Диема Фемили и завършва на 16 декември. На 2 юни 2017 г. започва повторно излъчване по Нова телевизия и завършва на 28 ноември. Ролите се озвучават от Нина Гавазова, Ася Братанова, Даниела Сладунова, Светозар Кокаланов, Стефан Сърчаджиев-Съра и Димитър Иванчев.